# Inner tube water polo
L'inner tube water polo, abbreviato anche in ITWP, è uno sport di squadra, variante della pallanuoto, inventato nel 1969 da Gary Colberg.

## Regole
Nell'inner tube water polo i giocatori, tutti tranne il portiere, giocano all'interno di pneumatici. Questa regola che contraddistingue la variante consente a qualunque individuo, anche ai giocatori occasionali, di praticare uno sport simile alla pallanuoto senza fare un eccessivo sforzo fisico. Ciò è dovuto al fatto che gli pneumatici tengono a galla i giocatori e impediscono i veloci sprint tipici della pallanuoto.   Le regole, anche se quasi del tutto uguali a quelle della pallanuoto, non sono uniformi, e variano dalla zona in cui è praticato. Il risultato finale può essere determinato dai gol segnati, come nella pallanuoto, e dagli autori dei gol. Infatti è in uso in alcune zone la regola di assegnare due punti se a segnare un gol è una ragazza.

## Diffusione
Questo sport è principalmente praticato nelle università da squadre miste, formate sia da ragazzi che da ragazze, ma vengono svolti tornei anche da persone adulte.